# Adoración de los Magos (Andrea della Robbia)
Esta representación de la Adoración de los Magos es un relieve escultórico de terracota vidriada que fue realizado en Florencia por el escultor Andrea della Robbia (1435–1525) como objeto de devoción. Actualmente esta escultura se encuentra en la colección del Museo Victoria y Alberto de la ciudad de Londres con el número de código 4412-1857.

## Antecedentes
Andrea heredó el taller familiar de su tío, Luca della Robbia, quién había desarrollado la técnica de aplicar barnices, similares a los utilizados por los ceramistas, sobre terracota para producir esculturas con colorido, duraderas y relativamente baratas. Andrea aplicaba normalmente la bicromía blanco-azul en sus obras para diversas iglesias y palacios de la Toscana y Umbría. Las esculturas más grandes, como este ejemplo de la Adoración de los Magos, que data aproximadamente del 1500 a 1510, se realizaron en varias piezas con el fin de su cabida en el horno para la cocción.

## Descripción

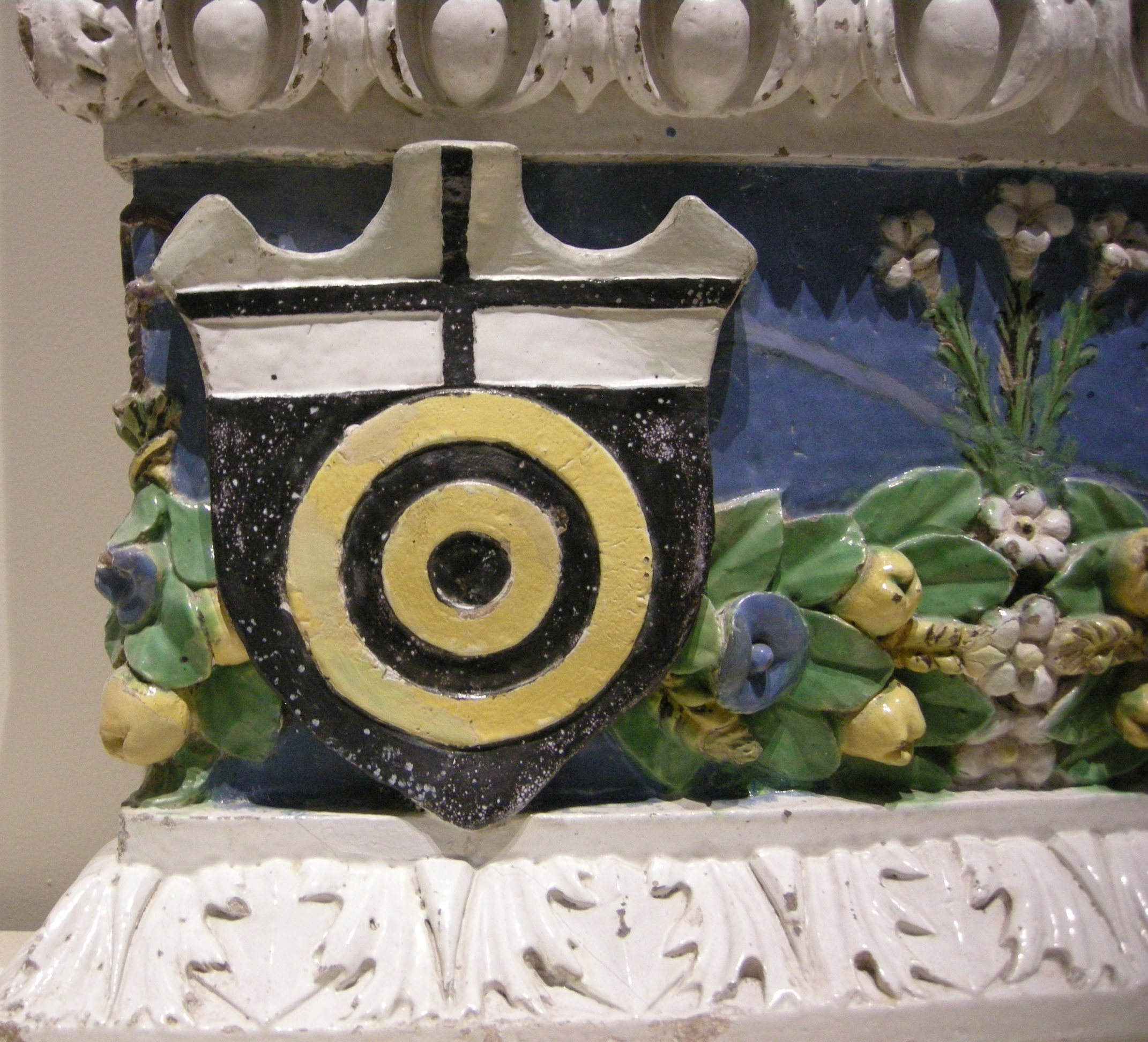
Escudo de armas de la Casa de Albizzi en el relieve.

La escena se desarrolla en un paisaje, mostrando a los tres reyes con sus sirvientes, ofreciendo sus dones a la Sagrada Familia. La escultura de Andrea era similar en estilo a la pintura contemporánea, pero ciertos colores, como el rojo, no podía ser producido en esmalte. El escudo de armas de la Casa de Albizzi, una prominente familia florentina, se puede ver en el cuadro y el relieve fue probablemente encargado por ellos para una iglesia no lejos de la ciudad de Florencia. La superficie brillante procedente del vidriado que tenía la obra, debió de reflejar la luz de las velas de la capilla, con lo que daba vida a la imagen representada en ella.